# What's Up, Doc?
What's Up, Doc? (¿Qué me pasa, doctor? en España, ¿Qué pasa, doctor? en Argentina, La chica terremoto en México) es una comedia de 1972, dirigida por Peter Bogdanovich y protagonizada por Barbra Streisand, Ryan O'Neal y Madeline Kahn (en su primer papel principal).

## Argumento
Howard Bannister (Ryan O'Neal) y su prometida (Madeline Kahn) llegan a San Francisco para asistir a una convención de musicología con la esperanza de conseguir una dotación económica que le permita continuar con sus investigaciones sobre la creación musical de los hombres prehistóricos con las rocas ígneas. La atolondrada Judy Maxwell (Barbra Streisand), cuya presencia sirve para ocasionar múltiples problemas, se cruzará por su camino e intentará conquistarlo.